# Cypripedium irapeanum
Espèce
Statut de conservation UICN

 VU  : Vulnérable
Statut CITES
Cypripedium irapeanum est une espèce d'orchidées du genre Cypripedium.